# Pierre Jeanjean
Pierre Jeanjean (Portvendres, Rosselló, 3 de febrer de 1924 - 1998) va ser un jugador de rugbi a XV nord-català. Va jugar amb la selecció francesa en les posicions d'aler o de central. Al marge de la seva carrera esportiva, fou metge militar i acabà la seva carrera amb el grau de general de l'aire.
Va jugar un sol partit com internacional amb la selecció francesa l'1 de gener de 1948 en el Torneig de les Cinc Nacions contra la selecció d'Irlanda en el que va perdre per 6 a 13.

## Equips
- Perpinyà
- Bordeaux Étudiant Club
- 1947-1948 : RC Toulon
- Racing Club de France
- Racing Métro 92

## Palmarès
Pierre Jeanjean va participar en dues finals finales:
- Finalista del Campionat de França de rugbi a XV 1947-1948 amb el RC Toulon ;
- Finalista del Campionat de França de rugbi a XV 1949-50 amb el Racing Club de France.